# Tessa Ganserer
Tessa Ganserer (Zwiesel, 16 de mayo de 1977) es una política alemana que se desempeñó como miembro del Bundestag de 2021 a 2025. Anteriormente fue diputada del Landtag de Baviera en representación del distrito de Franconia Media en la lista Alianza '90/Los Verdes. En 2018, Ganserer reveló que era una mujer trans, convirtiéndose en la primera persona abiertamente transgénero en servir en un parlamento estatal o federal alemán en la historia del país.

## Biografía
Tessa Ganserer nació el 16 de mayo de 1977 en Zwiesel, Baviera. Estudió silvicultura e ingeniería en la Universidad de Ciencias Aplicadas Weihenstephan-Triesdorf y, después de graduarse en 2005, se convirtió en miembro del personal del político alemán Christian Magerl. 

### Carrera política
Ganserer pertenece al partido Alianza 90/Los Verdes, un partido político verde, y ha sido miembro del mismo desde 1998. En 2008 se presentó como candidata a un escaño en el parlamento regional de Baviera, pero no tuvo éxito. De 2008 a 2018, se desempeñó como Ejecutiva de Distrito de Green Middle Franconia.
En las elecciones de 2013, Ganserer fue elegida para ocupar un escaño en el Landtag por el distrito electoral de Núremberg Norte. Formó parte de los comités de Asuntos Económicos y de Medios, Infraestructura, Construcción y Transporte, Energía y Tecnología, y fue vicepresidenta de Servicio Público desde 2013 hasta 2018.
En diciembre de 2018, Ganserer reveló que era transgénero y se convirtió en la primera miembro del Landtag de Baviera y de un parlamento alemán en ser abiertamente transgénero.  Hizo su primera aparición pública como mujer en una conferencia de prensa en Múnich el 14 de enero de 2019. Ilse Aigner, miembro de la Unión Social Cristiana de Baviera y presidenta del Landtag de Baviera, apoyó a Ganserer en su transición y le dio la bienvenida al parlamento como mujer. Aunque su cambio de género aún no había sido formalizado legalmente, Ganserer fue reconocida en el Landtag como mujer.
En 2019, Ganserer impulsó una reforma para hacer más accesibles los cambios de nombre y de sexo en los documentos de identidad. 
En las elecciones federales alemanas de 2021, Ganserer fue elegida para el Bundestag en la lista de la Alianza 90/Los Verdes por Baviera. Junto con su compañera de partido Nyke Slawik, Ganserer se convirtió en la primera persona abiertamente transgénero elegida para el Parlamento nacional alemán. En el Parlamento, Ganserer trabajó en el Comité de Medio Ambiente, Conservación de la Naturaleza, Seguridad Nuclear y Protección del Consumidor y en el Consejo Asesor Parlamentario sobre Desarrollo Sostenible.
En octubre de 2024, Ganserer anunció que no se presentaría a las elecciones federales de 2025, sino que renunciaría a la política activa antes del final del período parlamentario.

### Vida personal
Ganserer está casada con Ines Eichmüller, con quien tiene dos hijos.
Ganserer no había cambiado su nombre y género registrados legalmente en protesta contra la Ley Transexual alemana, que requiere dos evaluaciones psicológicas realizadas por evaluadores designados por un tribunal para validar la identidad transgénero de una persona. Ganserer ha calificado estas evaluaciones obligatorias de «degradantes». La ley también exigía anteriormente la esterilización, lo que fue declarado inconstitucional por el Tribunal Constitucional Federal en 2011.
Desde entonces, existe una nueva ley y el 1 de agosto de 2024, Ganserer registró el cambio de su nombre y género en la oficina de registro de Zwiesel para que surta efecto el día en que entre en vigor la nueva Ley de Autodeterminación, el 1 de noviembre, después del período de espera requerido de tres meses.